# Mostafa Fathi
Mostafa Mohamed Fathi Abdel-Hameid (in arabo مصطفى محمد فتحى عبد الحميد‎?; Mansura, 25 febbraio 1994) è un calciatore egiziano, centrocampista del Pyramids, in prestito dall'Al-Taawoun e della nazionale egiziana.

## Caratteristiche tecniche
Esterno alto, predilige partire da destra in modo da rientrare con il mancino per tentare la conclusione in porta. In possesso di una notevole velocità - a cui abbina un'ottima tecnica individuale, dote che gli consente di saltare il diretto avversario in progressione - in caso di necessità può adattarsi a seconda punta o a trequartista a supporto delle punte.

## Carriera

### Club
Muove i suoi primi passi nel Meet Mazzah, prima di approdare al Belkas, società militante nella seconda divisione egiziana. Dopo aver trascorso quattro stagioni allo Zamalek, il 5 luglio 2017 passa in prestito oneroso con diritto di riscatto fissato a 3.8 milioni di dollari, all'Al-Taawoun, in Arabia Saudita.

### Nazionale
Ha giocato nella nazionale egiziana Under-23.
L'8 giugno 2015 viene convocato dal CT Héctor Cúper in vista della sfida contro la Tanzania, valevole per le qualificazioni alla Coppa d'Africa 2017. Esordisce quindi con i Faraoni il 14 giugno seguente, subentrando al 38' della ripresa al posto di Salah.
Il 18 giugno 2023 trova la sua prima rete, nel successo per 3-0 contro il Sudan del Sud. Il 30 dicembre 2023 viene incluso dal CT Rui Vitória nella rosa dei 27 convocati per la fase finale della Coppa d'Africa 2023, disputata in Costa d'Avorio. L'Egitto verrà eliminato agli ottavi di finale dalla RD del Congo ai calci di rigore.

## Statistiche

### Presenze e reti nei club
Statistiche aggiornate al 14 dicembre 2024.
| Stagione          | Squadra           | Campionato        | Campionato | Campionato | Coppe nazionali | Coppe nazionali | Coppe nazionali | Coppe continentali | Coppe continentali | Coppe continentali | Altre coppe | Altre coppe | Altre coppe | Totale | Totale |
| Stagione          | Squadra           | Comp              | Pres       | Reti       | Comp            | Pres            | Reti            | Comp               | Pres               | Reti               | Comp        | Pres        | Reti        | Pres   | Reti   |
| ----------------- | ----------------- | ----------------- | ---------- | ---------- | --------------- | --------------- | --------------- | ------------------ | ------------------ | ------------------ | ----------- | ----------- | ----------- | ------ | ------ |
| 2013-2014         | Zamalek           | PL                | 11+2       | 3          | CE              | 4               | 1               | CCL                | 5                  | 1                  | -           | -           | -           | 22     | 5      |
| 2014-2015         | Zamalek           | PL                | 24         | 3          | CE              | 4               | 2               | CC                 | 10                 | 2                  | SE          | 0           | 0           | 38     | 7      |
| 2015-2016         | Zamalek           | PL                | 30         | 5          | CE              | 4               | 2               | CCL                | 9                  | 1                  | SE          | 1           | 0           | 44     | 8      |
| 2016-2017         | Zamalek           | PL                | 18         | 3          | CE              | 1               | 0               | CCL                | 7                  | 1                  | SE          | 1           | 0           | 27     | 4      |
| 2017-2018         | Al-Taawoun        | SPL               | 10         | 5          | KCC             | 1               | 0               | -                  | -                  | -                  | -           | -           | -           | 11     | 5      |
| 2018-2019         | Zamalek           | PL                | 7          | 0          | CE              | 0               | 0               | ACC+CC             | 1+1                | 0+2                | SE          | 0           | 0           | 9      | 2      |
| 2019-2020         | Zamalek           | PL                | 13         | 0          | CE              | 3               | 0               | CCL                | 4                  | 0                  | SE+SA       | 0           | 0           | 20     | 0      |
| 2020-2021         | Smouha            | PL                | 27         | 17         | CE              | 0               | 0               | -                  | -                  | -                  | -           | -           | -           | 27     | 17     |
| 2021-gen. 2022    | Zamalek           | PL                | 8          | 4          | CE              | 0               | 0               | CCL                | 0                  | 0                  | SE          | 0           | 0           | 9      | 4      |
| Totale Zamalek    | Totale Zamalek    | Totale Zamalek    | 111+2      | 18         |                 | 16              | 5               |                    | 37                 | 7                  |             | 2           | 0           | 168    | 30     |
| gen.-giu. 2022    | Al-Taawoun        | SPL               | 12         | 5          | KCC             | 1               | 0               | ACL                | 2                  | 0                  | -           | -           | -           | 15     | 5      |
| Totale Al-Taawoun | Totale Al-Taawoun | Totale Al-Taawoun | 22         | 10         |                 | 2               | 0               |                    | 2                  | 0                  |             | -           | -           | 26     | 10     |
| 2022-2023         | Pyramids          | PL                | 32         | 9          | CE              | 4               | 1               | CC                 | 12                 | 4                  | SE          | 1           | 0           | 49     | 14     |
| 2023-2024         | Pyramids          | PL                | 29         | 6          | CE              | 4               | 1               | CCL                | 7                  | 4                  | SE          | 2           | 1           | 42     | 12     |
| 2024-2025         | Pyramids          | PL                | 4          | 1          | CE              | 0               | 0               | CCL                | 6                  | 0                  | SE          | 2           | 0           | 12     | 1      |
| Totale Pyramids   | Totale Pyramids   | Totale Pyramids   | 65         | 16         |                 | 8               | 2               |                    | 25                 | 8                  |             | 5           | 1           | 103    | 27     |
| Totale carriera   | Totale carriera   | Totale carriera   | 227        | 61         |                 | 26              | 7               |                    | 64                 | 15                 |             | 7           | 1           | 324    | 84     |

### Cronologia presenze e reti in nazionale
| Cronologia completa delle presenze e delle reti in nazionale ― Egitto | Cronologia completa delle presenze e delle reti in nazionale ― Egitto | Cronologia completa delle presenze e delle reti in nazionale ― Egitto | Cronologia completa delle presenze e delle reti in nazionale ― Egitto | Cronologia completa delle presenze e delle reti in nazionale ― Egitto | Cronologia completa delle presenze e delle reti in nazionale ― Egitto | Cronologia completa delle presenze e delle reti in nazionale ― Egitto | Cronologia completa delle presenze e delle reti in nazionale ― Egitto |
| Data                                                                  | Città                                                                 | In casa                                                               | Risultato                                                             | Ospiti                                                                | Competizione                                                          | Reti                                                                  | Note                                                                  |
| --------------------------------------------------------------------- | --------------------------------------------------------------------- | --------------------------------------------------------------------- | --------------------------------------------------------------------- | --------------------------------------------------------------------- | --------------------------------------------------------------------- | --------------------------------------------------------------------- | --------------------------------------------------------------------- |
| 14-6-2015                                                             | Alessandria d'Egitto                                                  | Egitto                                                                | 3 – 0                                                                 | Tanzania                                                              | Qual. Coppa d'Africa 2017                                             | -                                                                     | 83’                                                                   |
| 17-11-2015                                                            | Alessandria d'Egitto                                                  | Egitto                                                                | 4 – 0                                                                 | Ciad                                                                  | Qual. Mondiali 2018                                                   | -                                                                     | 75’                                                                   |
| 27-1-2016                                                             | Aswan                                                                 | Egitto                                                                | 0 – 1                                                                 | Giordania                                                             | Amichevole                                                            | -                                                                     |                                                                       |
| 27-2-2016                                                             | Alessandria d'Egitto                                                  | Egitto                                                                | 2 – 0                                                                 | Burkina Faso                                                          | Amichevole                                                            | -                                                                     | 54’                                                                   |
| 30-8-2016                                                             | Alessandria d'Egitto                                                  | Egitto                                                                | 1 – 1                                                                 | Guinea                                                                | Amichevole                                                            | -                                                                     | 61’                                                                   |
| 6-9-2016                                                              | Asaba                                                                 | Sudafrica                                                             | 1 – 0                                                                 | Egitto                                                                | Amichevole                                                            | -                                                                     | 90+1’                                                                 |
| 28-3-2017                                                             | Alessandria d'Egitto                                                  | Egitto                                                                | 3 – 0                                                                 | Togo                                                                  | Amichevole                                                            | -                                                                     | 59’                                                                   |
| 11-6-2017                                                             | Radès                                                                 | Tunisia                                                               | 1 – 0                                                                 | Egitto                                                                | Qual. Coppa d'Africa 2019                                             | -                                                                     | 73’                                                                   |
| 29-3-2021                                                             | Il Cairo                                                              | Egitto                                                                | 4 – 0                                                                 | Comore                                                                | Qual. Coppa d'Africa 2021                                             | -                                                                     | 78’                                                                   |
| 30-9-2021                                                             | Alessandria d'Egitto                                                  | Egitto                                                                | 2 – 0                                                                 | Liberia                                                               | Amichevole                                                            | -                                                                     | 46’                                                                   |
| 16-11-2021                                                            | Alessandria d'Egitto                                                  | Egitto                                                                | 2 – 1                                                                 | Gabon                                                                 | Qual. Mondiali 2022                                                   | -                                                                     | 57’                                                                   |
| 1-12-2021                                                             | Doha                                                                  | Egitto                                                                | 1 – 0                                                                 | Libano                                                                | Coppa araba FIFA 2021 - 1º turno                                      | -                                                                     | 46’                                                                   |
| 4-12-2021                                                             | Doha                                                                  | Sudan                                                                 | 0 – 5                                                                 | Egitto                                                                | Coppa araba FIFA 2021 - 1º turno                                      | -                                                                     | 60’ 75’                                                               |
| 7-12-2021                                                             | Al Wakrah                                                             | Algeria                                                               | 1 – 1                                                                 | Egitto                                                                | Coppa araba FIFA 2021 - 1º turno                                      | -                                                                     | 9’                                                                    |
| 11-12-2021                                                            | Al Wakrah                                                             | Egitto                                                                | 3 – 1 dts                                                             | Giordania                                                             | Coppa araba FIFA 2021 - Quarti di finale                              | -                                                                     | 72’                                                                   |
| 15-12-2021                                                            | Doha                                                                  | Tunisia                                                               | 1 – 0                                                                 | Egitto                                                                | Coppa araba FIFA 2021 - Semifinale                                    | -                                                                     | 69’                                                                   |
| 18-12-2021                                                            | Doha                                                                  | Egitto                                                                | 0 – 0 dts (4 – 5 dtr)                                                 | Qatar                                                                 | Coppa araba FIFA 2021 - Finale 3º posto                               | -                                                                     | 91’                                                                   |
| 28-3-2023                                                             | Lilongwe                                                              | Malawi                                                                | 0 – 4                                                                 | Egitto                                                                | Qual. Coppa d'Africa 2023                                             | -                                                                     | 56’                                                                   |
| 14-6-2023                                                             | Marrakech                                                             | Guinea                                                                | 1 – 2                                                                 | Egitto                                                                | Qual. Coppa d'Africa 2023                                             | -                                                                     | 90+1’                                                                 |
| 18-6-2023                                                             | Il Cairo                                                              | Egitto                                                                | 3 – 0                                                                 | Sudan del Sud                                                         | Amichevole                                                            | 1                                                                     |                                                                       |
| 8-9-2023                                                              | Il Cairo                                                              | Egitto                                                                | 1 – 0                                                                 | Etiopia                                                               | Qual. Coppa d'Africa 2023                                             | 1                                                                     | 77’                                                                   |
| 12-9-2023                                                             | Il Cairo                                                              | Egitto                                                                | 1 – 3                                                                 | Tunisia                                                               | Amichevole                                                            | -                                                                     | 64’                                                                   |
| 12-10-2023                                                            | al-'Ayn                                                               | Egitto                                                                | 1 – 0                                                                 | Zambia                                                                | Amichevole                                                            | -                                                                     | 90+12’                                                                |
| 16-11-2023                                                            | Il Cairo                                                              | Egitto                                                                | 6 – 0                                                                 | Gibuti                                                                | Qual. Mondiali 2026                                                   | -                                                                     | 81’                                                                   |
| 18-1-2024                                                             | Abidjan                                                               | Egitto                                                                | 2 – 2                                                                 | Ghana                                                                 | Coppa d'Africa 2023 - 1º turno                                        | -                                                                     | 45+2’                                                                 |
| 22-1-2024                                                             | Abidjan                                                               | Capo Verde                                                            | 2 – 2                                                                 | Egitto                                                                | Coppa d'Africa 2023 - 1º turno                                        | -                                                                     | 83’                                                                   |
| 28-1-2024                                                             | San-Pedro                                                             | Egitto                                                                | 1 – 1 dts (7 – 8 dtr)                                                 | RD del Congo                                                          | Coppa d'Africa 2023 - Ottavi di finale                                | -                                                                     | 90’                                                                   |
| 22-3-2024                                                             | Il Cairo                                                              | Egitto                                                                | 1 – 0                                                                 | Nuova Zelanda                                                         | Amichevole                                                            | -                                                                     | 90+2’                                                                 |
| 6-9-2024                                                              | Il Cairo                                                              | Egitto                                                                | 3 – 0                                                                 | Capo Verde                                                            | Qual. Coppa d'Africa 2025                                             | -                                                                     | 66’                                                                   |
| 10-9-2024                                                             | Francistown                                                           | Botswana                                                              | 0 – 4                                                                 | Egitto                                                                | Qual. Coppa d'Africa 2025                                             | 1                                                                     | 83’                                                                   |
| 11-10-2024                                                            | Il Cairo                                                              | Egitto                                                                | 2 – 0                                                                 | Mauritania                                                            | Qual. Coppa d'Africa 2025                                             | -                                                                     | 90+2’                                                                 |
| 15-11-2024                                                            | Praia                                                                 | Capo Verde                                                            | 1 – 1                                                                 | Egitto                                                                | Qual. Coppa d'Africa 2025                                             | -                                                                     | 69’                                                                   |
| 19-11-2024                                                            | Il Cairo                                                              | Egitto                                                                | 1 – 1                                                                 | Botswana                                                              | Qual. Coppa d'Africa 2025                                             | -                                                                     | 85’                                                                   |
| 21-3-2025                                                             | Casablanca                                                            | Etiopia                                                               | 0 – 2                                                                 | Egitto                                                                | Qual. Mondiali 2026                                                   | -                                                                     | 90’                                                                   |
| 25-3-2025                                                             | Il Cairo                                                              | Egitto                                                                | 1 – 0                                                                 | Sierra Leone                                                          | Qual. Mondiali 2026                                                   | -                                                                     | 90+2’                                                                 |
| Totale                                                                |                                                                       | Presenze                                                              | 35                                                                    |                                                                       | Reti                                                                  | 3                                                                     |                                                                       |

## Palmarès

### Club

#### Competizioni nazionali
- Campionato egiziano: 1

Zamalek: 2014-2015
- Coppa d'Egitto: 5

Zamalek: 2013-2014, 2014-2015, 2015-2016, 2018-2019
Pyramids: 2023-2024
- Supercoppa d'Egitto: 2

Zamalek: 2017, 2019

#### Competizioni internazionali
- Coppa della Confederazione CAF: 1

Zamalek: 2018-2019
- Supercoppa CAF: 1

Zamalek: 2020
- CAF Champions League: 1

Pyramids: 2024-2025